# Jacques Monory
Pour les articles homonymes, voir Monory.
Jacques Monory est un artiste peintre français né le 25 juin 1924 à Paris et mort dans la même ville le 17 octobre 2018.

## Biographie
Jacques Monory  naît le 25 juin 1924, dans le 16e arrondissement de Paris.
Après une formation de peintre-décorateur à l'école des Arts appliqués de Paris, rue du Petit-Thouard, Jacques Monory travaille dix ans chez l'éditeur d'art Robert Delpire et participe à la collection « Encyclopédie essentielle », rencontre Robert Frank, Henri Cartier-Bresson, William Klein.
Il est l'un des principaux représentants du mouvement de la figuration narrative qui, au milieu des années 1960, s'est opposé à la peinture abstraite avec, notamment, les peintres Hervé Télémaque, Erró, Bernard Rancillac, Peter Klasen, Eduardo Arroyo, Valerio Adami.
Profondément préoccupé par la violence de la réalité quotidienne, les tableaux de Monory suggèrent des atmosphères lourdes et menaçantes. Les thèmes sont développés à travers des séries et les images qu'il utilise sont directement issues de la société contemporaine. Des emprunts photographiques et cinématographiques, le recours à la monochromie, la froideur de la touche et de la composition caractérisent un style singulier et engagé dans la représentation, et baignent souvent dans un camaïeu de bleu.
Jacques Monory réalise plusieurs films, dont le premier, EX-, film expérimental, en 1968, puis Brighton Belle en 1974, La Voleuse en 1984, Le moindre geste peut faire signe en 1988.
Il meurt le 17 octobre 2018 dans le 10e arrondissement de Paris,.
Il est inhumé au cimetière de Château-Chalon, commune où il aimait se rendre chaque été pour peindre et se ressourcer dans sa résidence. La rue Jacques-Monory, dans le 13e arrondissement de Paris, à proximité de la BNF François-Mitterrand, avenue de France, lui rend hommage.

## Ouvrages
- Document bleu, éditions Chorus, 1970 ;
- Diamondback, Christian Bourgois éditeur, 1979 ;
- monory par Jean-Christophe bailly aux éditions Maeght,1979
- Rien ne bouge assez vite au bord de la mort (avec Daniel Pommereulle), éditions Pierre Bordas et fils, 1984 ;
- Quick, 3 petites nouvelles sinistres, éditions Monsieur Bloom, 1987 ;
- 3'30, éditions Jannink, 1993 ;
- Angèle, éditions Galilée, 2005 ;
- Ecrits, entretiens, récits, Jacques Monory, Beaux-Arts de Paris éditions, 2014.

## Œuvres dans les collections publiques
- Assemblée Nationale, Paris.
- Musée Boijmans Van Beuningen, Rotterdam, Pays-Bas.
- Carré d'art, Musée d’art contemporain de Nîmes/Donation Lintas (Gard), France.
- Museu Colecção Berardo, Lisbonne, Portugal.
- Neue Galerie Aachen, Aix-la-Chapelle, Allemagne.
- FNAC / Fonds national d’art contemporain, Centre national des arts plastiques, Paris - La Défense.
- Fondation Claudine et Jean-Marc Salomon, Alex (Haute-Savoie), France.
- Fondation Maeght, Saint-Paul-de-Vence (Alpes-Maritimes), France.
- FRAC / Fonds régional d'art contemporain d’Île-de-France, de Lorraine, de Picardie, de Provence-Alpes-Côte-d’Azur, de Rhône-Alpes, du Val-de-Marne.
- Ludwig Museum Koblenz, Allemagne.
- Louisiana Museum for Modern Art, Humlebaek, Danemark.
- MAC / Musée d'art contemporain de Marseille, Bouches-du-Rhône, France.
- Musée d'art contemporain du Val-de-Marne, Vitry-sur-Seine (Val-de-Marne), France.
- Manufacture des Gobelins, Mobilier National, Paris.
- Musée-Galerie de Séoul, Corée.
- Lieu d'art et action contemporaine de Dunkerque (Nord), France.
- Musée d’Art contemporain de Monaco, Principauté de Monaco.
- Musée national d'histoire et d'art (MNHA), Luxembourg.
- Musée d’Art moderne de La Havane, Cuba.
- Musée national du sport, Nice, France.
- Musée d'art moderne de la ville de Paris.
- Musée d’Art moderne et contemporain (M.A.M.C.O.), Genève.
- Musée d'Art moderne et d'Art contemporain de Liège, Belgique.
- Musée d’Art moderne de Saint-Étienne (Loire), France.
- Musée d’Art moderne de Fukuoka, Japon.
- Musée de Grenoble (Isère), France.
- Musée des beaux-arts d’Angers (Maine-et-Loire), France.
- Musée des beaux-arts de Dole (Jura), France.
- Musée des beaux-arts d'Orléans (Loiret), France.
- Musée des beaux-arts de Pau (Pyrénées-Atlantiques), France.
- Musée Hara, Fondation Arc-en-ciel, Tokyo, Japon.
- Musée National d’Art moderne, centre Georges Pompidou, Paris.
- Musée national des Beaux-Arts d'Alger, Alger, Algérie.
- Musée Saint-Roch, Issoudun (Indre), France.
- Museo de la Solidaridad Salvador Allende, Santiago, Chili.
- Stedelijk Museum, Amsterdam, Pays-Bas.

## Peintures
Séries de peintures, selon le site officiel de l'artiste:
- 1966 : La Fin de Madame Gardénia
- 1968-1969 : Meurtres
- 1969-1971 : Velvet Jungle
- 1970-1972 : Dreamtigers
- 1971-1972 : Mesures
- 1971-1974 : N.Y. et U.S.A.
- 1972 : Rêves
- 1972-1974 : Les Premiers Numéros du catalogue mondial des images incurables
- 1973-1976 : Hommage à Caspar David Friedrich
- 1974-1975 : Opéras glacés
- 1974-1975 : Death Valley
- 1976 : Catastrophes
- 1976-1977 : Technicolor
- 1978-1979 : Ciels, Nébuleuses et Galaxies
- 1980 : Fuite
- 1982-1983 : Toxiques
- 1983-1990 : Fragile
- 1984-1986 : Le Peintre
- 1985-1986 : La Voleuse
- 1986-1987 : Tanatorolls
- 1987-1994 : Alptraum
- 1988-1990 : Métacrime
- 1988 : Jardinage
- 1990-1991 : Noir
- 1991-1996 : Énigmes
- 1997-1999 : Ang.
- 1999 : Documents
- 1999-2003 : Nuit
- 2000 : Tremblements
- 2001-2002 : La Vie imaginaire de Jonq Erouas Cym
- 2000-2001 : Baisers
- 2002-2005 : Couleur
- 2003 : Monophonie
- 2005-2007 : Folies de femmes
- 2006-2008 : Abréviation du vide
- 2006 : Roman-photo
- 2007 : Voitures de rêve
- 2008 : Tigres
- 2010 : Peintures sentimentales
- 2011-2013 : Noir et Bleu

## Expositions

### Expositions personnelles (sélection)
- 1971 : ARC  (Animation - Recherche - Confrontation) musée d'art moderne de la ville de Paris, Paris (juin - septembre 1971)
- 1971 : Palais des beaux arts de Bruxelles, Bruxelles (décembre 1971)
- 2003 : « Extraits », Ludwig Museum de Koblenz, Allemagne
- 2003 : « Nocturne »[note 2], espace Paul-Rebeyrolle, Eymoutiers
- 2004 : « J'ai vécu une autre vie », fondation Jean-Marc et Claudine Salomon, Alex
- 2005 : « Couleurs », peintures, galerie Laurent Strouk, Paris
- 2005 : « Détour »[note 3], ouverture-inauguration du musée d'art contemporain du Val-de-Marne (MAC/VAL), Vitry-sur-Seine
- 2008 : « Roman-Photo », Maison européenne de la photographie, Paris
- 2009 : « Tigre », Fondation Maeght, Saint-Paul-de-Vence[8].
- 2010 : « Évasion », Forteresse de Salses (Cycle Casanova Forever FRAC Pyrénées-Orientales)
- 2011 : « Jacques Monory photographe »[note 4], galerie RueVisconti, Paris
- 2012 : Galerie Iufm Confluence(s), université Lyon1 et galerie Anne-Marie et Roland Pallade, Lyon
- 2013 : Galerie Nathalie Clouard, Rennes
- 2013 : « Jean-François Lyotard and Jacques Monory: Screens », Space Studios, Londres
- 2014 : « Memento Mori », galerie Sonia Zannettacci [note 7], Genève
- 2014 : « Jacques Monory », L'Aspirateur, lieu d'art contemporain, Narbonne.
- 2015 : « Jacques Monory », Capucins de Landerneau, Fonds Hélène et Édouard Leclerc pour la culture.
- 2015 : « Mon cinéma », Fondation Stampfli, Sitgès (Barcelone).
- 2016 : " Du bleu à l'âme " Galerie Sonia Zannettacci Genève
- 2016 : " Tragedies Monory " Château du Val Fleury, Gif sur Yvette
- 2017 : " Stille/Jacques Monory/Silence ", Galerie Ernst Hilger, Vienne Autriche
- 2018 : " Monory ", Richard Taittinger Gallery, New York USA
- 2020 : " Monory ", Fondation Maeght, Saint-Paul de Vence, 1er juillet-22 novembre

### Expositions collectives (sélection)
- 2000 : « La Figuration narrative »[note 5], villa Tamaris Pacha, La Seyne-sur-Mer ;
- puis à Bergen Art Museum, Bergen, Danemark ; Kunts Muséum of Bergen, Norvège ; Reykjavik Art Museum, Reykjavik, Islande
- 2001 : « Les Années Pop », MNAM, Centre Pompidou, Paris
- 2004 : « Boulgakov ou l'Esprit de Liberté », musée des beaux-arts d'Ukraine, Institut français d'Ukraine Kiev (avec Erró et Peter Klasen).
- 2006 : « La Figuration narrative dans les collections publiques, 1964-1977 », musée des beaux-arts d'Orléans et musée des beaux-arts de Dole
- 2006 : « Noir c'est la vie…comme un polar », CAC, abbaye Saint-André de Meymac
- 2008 : « Figuration narrative, 1960-1972 », galeries nationales du Grand Palais, Paris et IVAM de Valencia en Espagne
- 2008 : « La Figuration narrative », galerie Anne-Marie et Roland Pallade, Lyon
- 2009 : « In-Finitum », Palazzo Fortuny, Piazza San Marco Venezia, Fondazione Musei Civici di Venezia
- 2011 : « Never the Same River (Possible Futures, Probable Pasts) », choisi par Simon Starling, Camden Art Centr, Londres
- 2011 : « Hyper Real die Passion des Realen in der Malerei und Fotografie » MUMOK Museum Moderner Kunst Stiftung Ludwig Wien, Autriche
- 2012 : « La peinture française contemporaine, combinaisons de l'histoire », musée d'art contemporain, Perm, Russie
- 2012 : « Extra-Large » (organisé par le Centre Pompidou), Grimaldi Forum, Monaco
- 2012 : « Les locataires » (avec Alain Lapierre), galerie L'Isba, Perpignan
- 2012 : « Les horizons perdus de Stanislas Rodanski », bibliothèque municipale de Lyon
- 2013 : « Pens(e)z Cinéma », CAC, abbaye Saint-André de Meymac
- 2013 : « Gobelins par Nature - Éloge de la Verdure », galerie des Gobelins, Paris
- 2013 : « Les aventures de la vérité », Fondation Maeght, Saint-Paule de Vence.
- 2014 : « Visages. Picasso, Magritte, Warhol », Centre de la Vieille Charité, Marseille.
- 2014 : « De Giacometti à Tapies, Fondation Maeght/0 nas de collection », Domaine de Kerghéhennec, Bignan.
- 2014 : « Face à l'œuvre », 50e anniversaire de la Fondation Maeght, Saint-Paul-de-Vence
- 2015 : « C'est la nuit! », Villa Tamaris, La Seyne-sur-Mer
- 2015 : « Retour sur l'abîme, l'art à l'épreuve du génocide », Le 19, Montbéliard.
- 2015 : « La Résistance des Images », Patinoire Royale de Bruxelles
- 2016 : " Sacrebleu. Le bleu dans les arts du Moyen Âge à nos jours ", Musée des beaux-arts d'Arras
- 2017 : " L’esprit français, Contre-cultures, 1969-1989 ", Maison Rouge, Paris.
- 2017 : " Le Baiser de Rodin à nos jours ", Musée des Beaux-arts de Calais.
- 2017 : " Roman-Photo ", MUCEM Marseille

## Décorations
- Commandeur de l'ordre des Arts et des Lettres Il est promu au grade de commandeur par l’arrêté du 8 mars 2018[9]. Il était officier dans l'ordre depuis 1985.